# 阿拉恩德
阿拉恩德（Aland），是印度卡纳塔克邦古爾伯加县的一个城镇。总人口35308（2001年）。

## 人口
该地2001年总人口35308人，其中男性18301人，女性17007人；0—6岁人口5817人，其中男3020人，女2797人；识字率52.56%，其中男性为61.00%，女性为43.48%。